# Libuše
Libuše en tchèque (prononcer ), Libussa ou Libuscha en allemand, est l'ancêtre mythique de la dynastie des Přemyslides et du peuple tchèque en général. Selon la légende, elle fonda Prague au VIIIe siècle.

## Légendes

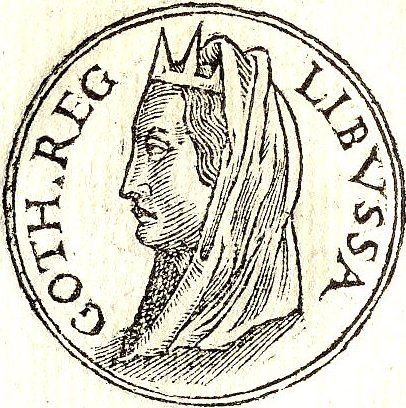
Libuše dans les Promptuarii Iconum Insigniorum.

Libuše serait la fille du chef tchèque Krok et la plus jeune sœur de la guérisseuse Kazi et de la magicienne Teta. Elle était douée du don de prophétie, et son père la choisit comme successeur. On dit qu'elle rendait la justice sous un tilleul. Bien qu'elle se soit avérée un chef avisé, la partie masculine de la tribu ne supportait pas d'être sous les ordres d'une femme. Ils demandèrent à Libuše de choisir un prince pour le peuple, et elle désigna Přemysl, un laboureur du village de Stadice. On enleva Přemysl à sa charrue et on l'amena au palais. Přemysl devint alors duc, Libuše l'épousa et donna naissance à Nezamysl, inaugurant la dynastie des Přemyslides.
Libuše était la plus sage des trois sœurs et prophétisa la fondation de Prague depuis son château de Libušín (d'après des légendes tardives, à Vyšehrad).
Selon une autre légende, elle mourut peu après son mariage. Une de ses guerrières, Vlasta ou Valasque, aurait alors quitté la cour et aurait formé une armée d'amazones, que Přemysl n'aurait pu vaincre que par ruse, et non par force. Enfin, selon la tradition juive locale, au moment de sa mort, elle aurait prédit à son fils Nezamysl l'arrivée de réfugiés juifs et leur installation à Prague. 
L'histoire de Libuše et Přemysl est racontée en détail par Cosmas de Prague dans sa Chronica Boëmorum (XIIe siècle).

## Postérité

### Dans la littérature
La figure mythique de Libuše a inspiré plusieurs pièces de théâtre, dont une tragédie de Franz Grillparzer, Libussa (1848) et un opéra de Bedřich Smetana, Libuše (1869-1872, créé en 1881).
Les légendes ont aussi inspiré les romans de Miloš Urban (Pole a palisáda), Christiane Singer (La Guerre des filles, 1981) et Joëlle Wintrebert (Les Amazones de Bohême, 2006).

### Dans l'art
- Une sculpture de Josef Václav Myslbek (1881), se trouve à Vyšehrad, à Prague.
- Un tableau de Vítězslav Karel Mašek la représentant, peint vers 1893, se trouve au musée d'Orsay à Paris.

### En musique
- Libuše (en) opéra en trois actes du compositeur tchèque Bedřich Smetana (1872).

### Au cinéma
- Le film The Pagan Queen, réalisé en 2008 par Konstantin Werner et produit par Amok Film, raconte la légende de Libuše. Le rôle de cette dernière est interprété par Winter Ave Zoli.

### En astronomie
L'astéroïde (264) Libussa, découvert en 1886, est nommé en son honneur.